# Institute of National Museums of Rwanda
Das Institute of National Museums of Rwanda (INMR) war eine ruandische Behörde, die für die Verwaltung der Museen Ruandas zuständig war. Sie war dem Ministry of Sports and Culture zugeordnet.
Ende der 1980er übergab der belgische König Badouin Ruanda das ethnographische Museum in Butare im Distrikt Huye.
Am 18. September 1989 wurde das INMR zur Verwaltung des offiziell National Museum of Rwanda genannten ersten staatlichen Museums des Landes gegründet. 2004 wurde das Kandt-Haus-Museum in der Hauptstadt Kigali eröffnet. Weitere Museen folgten.
Durch die Präsidialverordnung Nr. 082/01 vom 28. August 2020 wurde das INMR mit der Rwanda Academy of Language and Culture und den Rwanda Archives and Library Services zur Rwanda Cultural Heritage Academy zusammengeschlossen.